# Exzenterschneckenpumpe

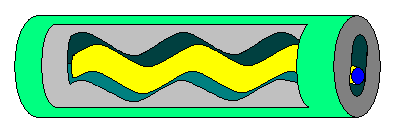
Schnittbild einer Exzenterschneckenpumpe

Animation der Wirkweise

Exzenterschneckenpumpen, auch PCP (von engl. progressing oder progressive cavity pump) genannt, sind Pumpen zur Förderung einer Vielzahl von Medien, insbesondere von dickflüssigen, hochviskosen und abrasiven Medien wie zum Beispiel Schlämmen, Gülle, Erdöl und Fetten. Nach ihrem Erfinder René Moineau wird sie auch als Moineau-Pumpe bezeichnet, ebenso wird sie nach den Handelsmarken der Originallizenznehmer auch Mohno-, Moyno- oder Mono-Pumpe genannt.

## Funktionsweise
Die Exzenterschneckenpumpe zählt zur Gruppe der rotierenden Verdrängerpumpen. Die Hauptteile sind ein rotierendes Teil, der Rotor, und ein feststehendes, der Stator, in dem sich der erstere drehend bewegt. Der einseitig gelenkig oder elastisch angelenkte Rotor ist als eine Art Rundgewinde-Schraube mit großer Steigung, großer Gangtiefe und kleinem Kerndurchmesser ausgebildet. Ausgangsseitig oszilliert die Achslage. Der hohle Stator hat eine elastische Wandung bei gleicher Steigungslänge des Rotors, aber einen in einer orthogonalen Achse erheblich größeren Kernraum. Dadurch bleiben zwischen dem Stator und dem sich darin drehenden und dabei radial bewegenden Rotor Förderräume, die sich kontinuierlich von der Eintritts- zur Austrittsseite bewegen. Ventile zur Begrenzung der Förderräume werden nicht benötigt.
Die Größe der Förderräume und damit die theoretische Fördermenge hängt von der Pumpengröße ab. Eine 360°-Drehung bei freiem Auslauf ergibt die volumetrische Fördermenge pro Umdrehung. Die Pumpenfördermenge lässt sich somit über die Drehzahl verändern. Die tatsächliche Fördermenge ist vom sich einstellenden Gegendruck abhängig. Das Medium ist immer bemüht, einen Druckausgleich vom hohen zum niedrigen Druck zu erreichen. Da die Abdichtung zwischen Rotor und Stator nicht statisch ist, wird immer Medium von der Druck- zur Saugseite strömen. Diese „Schlupf-Verluste“ sind anhand der Kennlinie als Differenz zwischen dem theoretischen und dem tatsächlichen Förderstrom ersichtlich. Legt man den maximal zulässigen Stufendruck auf 6 bar fest und verwendet zwölfstufige Förderelemente, können Drücke bis 72 bar überwunden werden.
Die Form der Hohlräume ist dabei konstant, sodass das Fördermedium nicht komprimiert wird. Bei passender Auslegung können mit Exzenterschneckenpumpen nicht nur Fluide, sondern auch Festkörper gefördert werden. Die Scherkräfte, die auf das Fördergut einwirken, sind dabei sehr klein, sodass z. B. auch ganze Früchte gefördert werden können. Ein besonderer Vorteil besteht darin, dass Exzenterschneckenpumpen kontinuierlich und pulsationsarm fördern, dies macht sie für die Verwendung in Vergussanlagen geeignet. Auch hochviskose und abrasive Medien können problemlos gefördert werden. Ebenfalls eignen sie sich als Tauchpumpen in Brunnen und mit offenem Endstutzen zum Entleeren von Fässern.
Erfinder dieser Pumpentechnik ist der Franzose René Moineau (1887–1948), der im Jahr 1930 seine Erfindung zum Patent anmeldete und 1932 mit Robert Bienaimé den Pumpenhersteller PCM Pompes gründete und auch Lizenzen weltweit vergab. Die Technik der Exzenterschneckenpumpen war auch ein Teil seiner Dissertation 1939.

## Anwendungsbereich
Mit der Exzenterschneckenpumpe können die verschiedensten Medien schonend und pulsationsarm gefördert werden. Das Spektrum der Medien reicht von Wasser bis zu nicht mehr von selbst fließenden Medien. Da die Fördermenge proportional zur Drehzahl ist, lässt sich die Exzenterschneckenpumpe in Verbindung mit entsprechender Mess- und Regeltechnik sehr gut zu Dosieraufgaben einsetzen.
Das Exzenterschneckenpumpensystem vereint in sich viele positiven Eigenschaften anderer Pumpensysteme: Wie die Kreiselpumpe hat sie keine Saug- und Druckventile. Wie die Kolbenpumpe hat sie ein hervorragendes Selbstansaugvermögen. Wie die Membran- oder Schlauchpumpe kann sie jede Art von inhomogenen und abrasiven Medien fördern, auch mit Fest- und Faserstoffen versetzt. Mehrphasengemische werden von der Exzenterschneckenpumpe ebenfalls sicher und schonend gefördert. Wie die Zahnrad- oder Schraubenspindelpumpe ist sie in der Lage, höchste Viskositäten des Mediums zu bewältigen. Und wie die Kolben-, Membran-, Zahnrad- oder Schraubenspindelpumpe hat sie einen drehzahlabhängigen, kontinuierlichen Förderstrom und ist dadurch in der Lage, Dosieraufgaben zu erfüllen.
Die Exzenterschneckenpumpe kann in allen Industriebereichen eingesetzt werden, in denen spezielle Förderaufgaben zu lösen sind.

### Umwelttechnik
In der Umwelttechnik werden Exzenterschneckenpumpen schwerpunktmäßig in Kläranlagen eingesetzt. Nachstehende Aufführung soll die Vielfalt der Einsatzmöglichkeiten zeigen.

### Kommunale Kläranlagen
- Förderung von Rohabwasser, Fäkalschlamm, Rohschlamm, Belebtschlamm, Frischschlamm, Faulschlamm
- Beschickung von Zentrifugen, Dekantern, Siebbandpressen, Kammer- und Membran-Kammer-Filterpressen
- Dosierung von Kalkmilch, Flockungsmittellösung, Flockungsmittelkonzentrat, Flockungshilfsmittel, Eisen(III)-chlorid

### Industriekläranlagen
- Förderung von Industrieabwasser: Schlamm aus Neutralisation, REA-Abwasser, Gips-Suspension, Aktivkohle-Suspension, Metallhydroxidschlamm, Säureschlamm, Ölsuspension (aus Fettabscheidern).
- Entsorgungs- und Recyclinganlagen
- Förderung von Deponiesickerwasser, Fett- und Öl-Emulsion, Lösungsmittelgemische, Zentrifugenschlamm aus Kernkraftwerken, radioaktiver Schlamm, Teerrückstände (TÖF), Mischschlamm
- Dosierung von Flockungsmittel, Säure, Lauge, Ammoniakwasser, Kalkmilch, Metallsalzlösung, Altöl zur Verbrennung, Dickschlamm zur Trocknung und Verbrennung

### Trinkwasseraufbereitungsanlagen
- Förderung von Calciumcarbonat-Schlamm, Kalkmilch, Flockungsmittel, Flockungshilfsmittel, Eisen-Mangan-Schlamm, Flussschlamm, entwässertem Schlamm aus Filterpressen

### Katastrophenschutz
- Förderung von Ölschlamm, Öl-Wasser-Emulsion, Abwasser, Lösungsmittel-Gemisch, Chemikalienmischung

### Lebensmittelindustrie
In der Lebensmittelindustrie werden hochviskose Medien wie Sirup, Quark, Joghurt und Ketchup in den verschiedenen keimarmen Verarbeitungsstufen gepumpt. Bei der Rahmförderung laufen die Pumpen sehr langsam, damit beim Pumpen nicht ungewollt Butter entsteht. Die Exzenterschneckenpumpen für die Lebensmittelindustrie werden nach den einschlägigen Vorschriften und Normen gebaut. Sie sind CIP-reinigbar und SIP-sterilisierbar (ohne zerlegen).
Hier einige Beispiele für das breite Spektrum der Fördermöglichkeiten der Exzenterschneckenpumpe in

#### Bäckereien
Fördern von Backhilfsmittel,  Eimasse, Fett, Hefe, Teig, Vollkornteig

#### Fleisch- und Wurstfabriken
Fördern von Blutwurstbrät, Corned Beef, Fleischbrei, Gänseleber, Gulaschsuppe, Pökellake, Schweineschmalz

#### Obst- und Gemüseverwertung und in der Konservenindustrie
Fördern von Apfelmus, Essig, Früchten, Gemüsebrei, Kartoffelreibsel, Obsttrester, Olivenpaste, Pektin, Sirup, Speiseöl, Tomatenmark

#### Herstellung von Butter und Käse
Fördern von: Butter, Butterschmalz, Käsemasse, Kochkäse, Kräuterbutter, Rahm, Rohmilch

#### Milchverarbeitung
Fördern von Buttermilch, Fruchtbeimischung, Joghurt, Kefir, Milchdrinks, Quark, Sahne

#### In Süßmostereien und zur Getränkeherstellung
- Fördern von Maische und Pulpe, Rohprodukten, Frucht-, Gemüse- und Obstsaft, Nektar, ganzem Steinobst, gefrorenen und zerkleinerten Früchten, Zuckerlösung, Sirup, Konzentrat, Grund-, Farb- und Aromastoffen und kohlensäurehaltigen Endprodukten
- Abtransport des Trockenstoffaustrags aus Filtrationsanlagen durch Rohrleitungen
- Fördern von Waschwasser bei der Früchtereinigung

#### Teigwarenherstellung
Fördern von Ei, Eigelb, Fett, Flüssigei, Nudel-Füllmasse, Teig, Fruchtfüllungen, Nuss- und Mandelfüllungen

#### Brauereien und Mälzereien
- Fördern von unverdünntem Treber, zusätzlich entwässertem Treber, Maische, Nassschrot, Würze, Hefe (jede Art), Heißtrub, dekantiertem Trub, Kieselgurdickschlamm aus den Filtern, Bier in jeder Erzeugungsstufe, Waschwasser mit Papierresten, Etikettenleim, Natronlauge, Kalkmilch zur Wasseraufbereitung und Abwasser
- Beschicken von Maschinen und Anlagen zur Fest-/Flüssig-Trennung wie Zentrifugen, Filter-Separatoren und Pressen
- Abtransport des anfallenden Trockenstoffes durch Rohrleitungen
- Einsatz zur automatischen Hefedosierung
- Einsatz als Bierverschneidungspumpen

#### Schokoladen- und Süßwarenherstellung
Fördern von Eiscreme, Fondantmasse, Gelatine, Glukose, Kakaomasse, Marzipan, Nusspaste, Schokolade und Waffelfüllung.

#### Im Weinbau und in Weinkellereien
- Fördern ohne Bukett- und CO2-Verlust von ganzen Weintrauben, auch mit Stielen, Most, Trubwein, Maische, vorentsafteter Maische, Weinhefe und Wein
- Beschickung von Maschinen und Anlagen zur Fest-/Flüssigtrennung, wie Zentrifugen, kontinuierliche Pressen und Separatoren
- Abtransport des Tresters bzw. Trockenstoffes

### Chemische Industrie
In der chemischen Industrie werden die verschiedensten chemischen Grundstoffe, Halb- und Endprodukte gefördert. Auch hier wird die Auslegung der Exzenterschneckenpumpe anhand der Fördermedieneigenschaften durchgeführt, es müssen häufig zusätzliche Sicherheitsvorschriften (z. B. Ex-Bereich) beachtet werden.
Exzenterschneckenpumpen sind für sicheres Fördern und Dosieren aggressiver, hochviskoser und abrasiver Produkte. Grundvoraussetzung ist absolute Sicherheit, ob im Bereich chemischer Grundstoffe, Kosmetik oder Pharmazie, Kunststoffherstellung sowie in der Farben- und Lackproduktion. Gesundheitsschädliche und gefährliche Substanzen, hochviskose, faserhaltige oder empfindliche Materialien erfordern Pumpen, die in hermetisch geschlossenen Systemen auch schwierige Medien fördern. Dabei sollen sie aber keine Kompromisse bei der Sicherheit machen. Deshalb fördern und dosieren Exzenterschneckenpumpen in der chemischen Industrie sicher, schonend und wirtschaftlich.

#### Kunststoffindustrie
Exzenterschneckenpumpen werden zur Förderung bzw. Dosierung von Flüssigfarbe und flüssigen Additiven wie Flammschutzmittel, Antistatika usw. eingesetzt.

#### Farben- und Lackindustrie
Exzenterschneckenpumpen  werden zur Förderung von Dispersionsfarbe, Druckfarbe, Wasserlack, Füllstoff, Rotationsdruckfarbe, Lösungsmittel, Kunstharzlack usw. eingesetzt.

#### Papier- und Zellstoffindustrie
Exzenterschneckenpumpen werden zur Förderung von Stoffsuspensionen, z. B. Holzschliff, Sulfat-, Sulfit-, Hadern- und Spuckstoff, Gautschbruch, Linters, Kaolin, Streichpasten in der Aufbereitungsanlage bzw. zur Beschickung der Streichmaschine, Stärke, Leime und Kleister, Latex, Kalkschleim, Stearat, Alaun, Melamin, Chemikalien wie Harnstofformaldehyd genutzt.

#### Automobilindustrie
Exzenterschneckenpumpen eignen sich zur Förderung und Dosierung von: Unterbodenschutz, Dichtungsmasse, Klebstoff, Wachs, Öl, Fett, Farbe und Lack, Paraffin. Außerdem werden sie für Scheibenwaschpumpen genutzt.

#### Papierherstellung
- Einsatzmöglichkeiten für Exzenterschneckenpumpen gibt es in vielen Bereichen der Papierherstellung.
- Einsatz bei der Altpapieraufbereitung zum Transport von Altpapierstoff zu dessen weiteren Verarbeitung
- Einsatz in Deinking-Anlagen
- Förderung von Streichfarben zum Auftragswerk, Streichkaolin, Titandioxid, Satinweiß, Calciumcarbonat, Kaolin, Bentonit, Latex, Acronal, Stearat, Polyvinylalkohol, Stärke, Stärkeleim, Neutralleim, Retentionsmitteln, Entschäumer, optische Aufheller, synthetische Verdicker, Nassfestmittel, Farbstoffe, Natronlauge, Basoplast, Alaun, Wasserglas, Dispergiermittel.

#### Erdölförderung
Wenn der Einsatz konventioneller Gestängetiefpumpen nicht zweckmäßig erscheint, werden bei der Förderung von Erdöl auch Exzenterschneckenpumpen eingesetzt. Diese werden entweder von der Erdoberfläche aus mittels eines Antriebkopfes und einem verschraubbaren Gestänge angetrieben oder über einen direkt auf der Exzenterschnecke sitzenden Tauchelektromotor angetrieben.
In Umkehrung des Prinzips werden in der Bohrtechnik Exzenterschneckenpumpen auch als Untertageantriebe verwendet. Dabei ist unmittelbar über dem Bohrmeißel die Antriebseinheit angebracht. Sie wird über die Bohrspülung angetrieben, die durch die Steigleitung zum Bohrmeißel geführt wird. Der Einsatz von Exzenterschneckenantrieben direkt über dem Bohrmeißel ermöglicht eine flexible Führung der Bohrung und somit die Realisierung gerichteter Bohrungen.
Generell eignen sich Exzenterschneckenpumpen für die Förderung von Rohöl, Ölschlamm, Petroleum, Heizöl, Paraffin, Schmutzöl, als Transferpumpen für Rohöl, Be- und Entladepumpen für Tanklager, Ölschlammpumpen zur Absaugung aus Sammelbecken. Sie werden als Beschickungspumpen für Abfüllstationen oder Zentrifugen genutzt.

#### Landwirtschaft
In der Landwirtschaft werden Exzenterschneckenpumpen als Gülleförderpumpen sowohl für den stationären Einsatz wie auch für den mobilen Einsatz in Güllefässern eingebaut.
Förderung von Gülle, Biomasse, Brüdenwasser, Abwasser aus Bioreaktoren, Eingedickter Schlamm, Schweinefutter,  Melasse, Öl, Fett.

#### Schiffbau
Förderung von Bilgewasser, Fäkalschlamm, Maschinenöl, Altöl.

#### Bauindustrie
Förderung von Zementsuspension, Bentonit, Mörtel, Spritzputz.

#### Dosiertechnik
Dispenser auf Basis von Exzenterschneckenpumpen werden zum Dosieren von Klebstoffen, Silikonen, Dichtstoffen und vielen weiteren Medien verwendet. Dabei sind schon kleinste Dosiermengen ab ca. 0,005 ml möglich. Wegen der Proportionalität von Fördervolumen und Drehwinkel eignen sich Exzenterschneckenpumpen sehr gut als Dosierpumpen im Verpackungsbereich.